# Meunasah Daboih
Meunasah Daboih is een bestuurslaag in het regentschap Pidie van de provincie Atjeh, Indonesië. Meunasah Daboih telt 257 inwoners (volkstelling 2010).